# Хондошко, Василина Васильевна
Василина Васильевна Хондошко (бел. Васіліна Васільеўна Хандашка; род. 16 августа 2001, Минск) — белорусская спортсменка, выступающая в синхронном плавании.

## Карьера
Участница Олимпийских игр в Токио 2020 года, где в дуэте с Дарьей Кулагиной заняла 11 место.
Представляла Беларусь на чемпионате мира по водным видам спорта 2017 в Будапеште, Венгрия и на чемпионате мира по водным видам спорта 2019 в Кванджу, Южная Корея.
Также представляла нейтральных атлетов на чемпионате мира по водным видам спорта 2024 в Доха, Катар, чемпионате мира по водным видам спорта 2025 в Сингапуре.
Также участница чемпионата Европы по водным видам спорта 2018 и 2021.
В апреле 2024 года стала двукратной медалисткой чемпионата России по синхронному плаванию, который проходил в Екатеринбурге.
В июне 2025 года выиграла золотую медаль на финальном этапе Кубка мира по синхронному плаванию, который проходил в Сиане (Китай). В произвольной программе опередила немку Клару Блайер и китаянку Сю Хуэйянь. Помимо того, взяла бронзовую медаль в дисциплине соло, где участвовали 12 сильнейших спортсменок по итогам прошедших этапов КМ-2025.
| Год  | Соревнование     | Дисциплина                   | Место |
| ---- | ---------------- | ---------------------------- | ----- |
| 2017 | Чемпионат Мира   | Соло, произвольная программа | 10    |
| 2018 | Чемпионат Европы | Соло, произвольная программа | 8     |
| 2018 | Чемпионат Европы | Соло, техническая программа  | 7     |
| 2019 | Чемпионат Мира   | Соло, произвольная программа | 10    |
| 2019 | Чемпионат Мира   | Соло, техническая программа  | 9     |
| 2019 | Чемпионат Мира   | Дуэт, произвольная программа | 15    |
| 2019 | Чемпионат Мира   | Дуэт, техническая программа  | 16    |
| 2021 | Чемпионат Европы | Соло, произвольная программа | 4     |
| 2021 | Чемпионат Европы | Соло, техническая программа  | 3     |
| 2021 | Чемпионат Европы | Дуэт, произвольная программа | 4     |
| 2021 | Чемпионат Европы | Дуэт, техническая программа  | 4     |
| 2021 | Олимпийские игры | Дуэты                        | 11    |
| 2024 | Чемпионат мира   | Соло, произвольная программа | 3     |
| 2024 | Чемпионат мира   | Соло, техническая программа  | 4     |
| 2024 | Игры БРИКС       | Соло, техническая программа  | 2     |
| 2024 | Игры БРИКС       | Соло, произвольная программа | 1     |
| 2025 | Чемпионат мира   | Соло, произвольная программа | 3     |
| 2025 | Чемпионат мира   | Соло, техническая программа  | 2     |
| 2025 | Чемпионат мира   | Дуэт, произвольная программа | 20    |
| 2025 | Чемпионат мира   | Дуэт, техническая программа  | 7     |